# Migliori prestazioni europee nei 60 metri ostacoli
La lista delle migliori prestazioni europee nei 60 metri ostacoli, aggiornata periodicamente dalla World Athletics, raccoglie i migliori risultati di tutti i tempi degli atleti europei nella specialità dei 60 metri ostacoli.

## Maschili

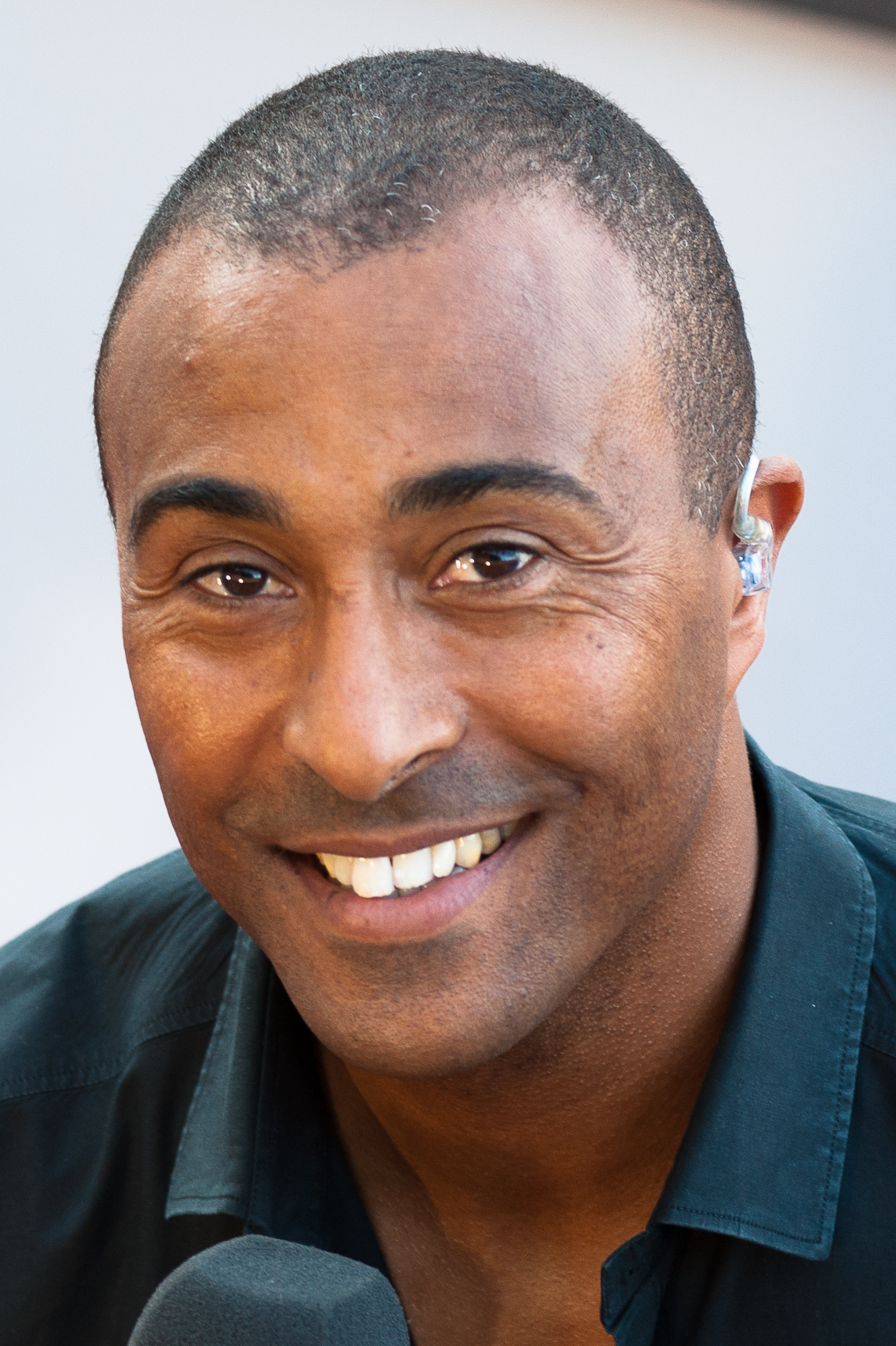
Colin Jackson, detentore del record europeo dei 60 m ostacoli

Statistiche aggiornate al 6 marzo 2023.
|     | Tempo | Atleta             | Luogo        | Data             |
| --- | ----- | ------------------ | ------------ | ---------------- |
| 1.  | 7"30  | Colin Jackson      | Sindelfingen | 6 marzo 1994     |
| 2.  | 7"41  | Falk Balzer        | Chemnitz     | 29 gennaio 1999  |
| 2.  | 7"41  | Dimitri Bascou     | Berlino      | 13 febbraio 2016 |
| 2.  | 7"41  | Jason Joseph       | Istanbul     | 5 marzo 2023     |
| 5.  | 7"42  | Igors Kazanovs     | Mosca        | 25 febbraio 1989 |
| 5.  | 7"42  | Tony Jarrett       | Liévin       | 19 febbraio 1995 |
| 5.  | 7"42  | Ladji Doucouré     | Liévin       | 26 febbraio 2005 |
| 5.  | 7"42  | Wilhem Belocian    | Toruń        | 7 marzo 2021     |
| 9.  | 7"43  | Andrew Pozzi       | Birmingham   | 18 febbraio 2017 |
| 10. | 7"44  | Elmar Lichtenegger | Vienna       | 2 marzo 2002     |
| 10. | 7"44  | Evgenij Borisov    | Mosca        | 16 febbraio 2008 |
| 10. | 7"44  | Petr Svoboda       | Praga        | 27 febbraio 2010 |

## Femminili

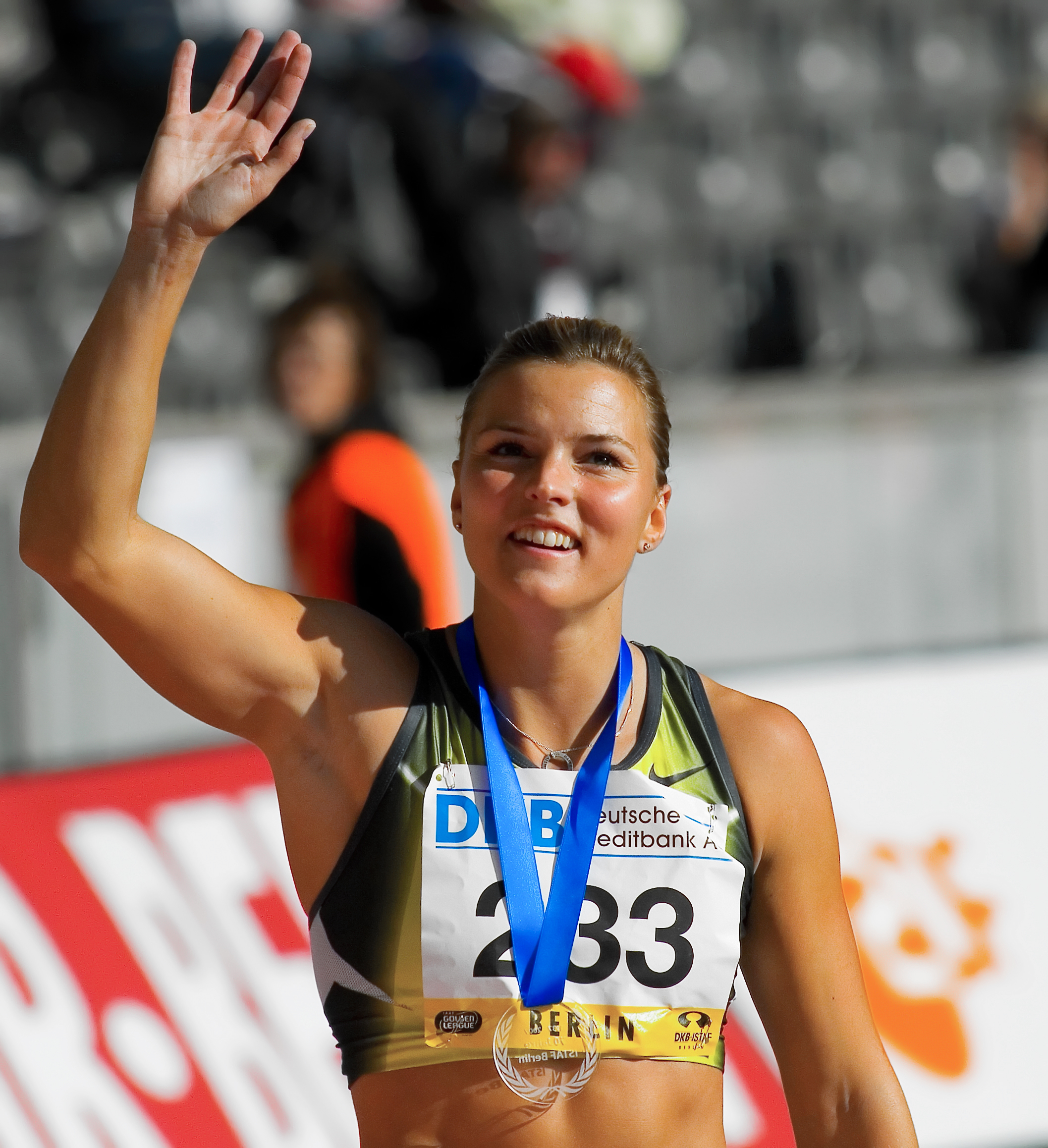
Susanna Kallur, primatista europea dei 60 m ostacoli

Statistiche aggiornate al 20 febbraio 2023.
|    | Tempo | Atleta               | Luogo        | Data             |
| -- | ----- | -------------------- | ------------ | ---------------- |
| 1. | 7"68  | Susanna Kallur       | Karlsruhe    | 10 febbraio 2008 |
| 2. | 7"69  | Ludmila Narozhilenko | Čeljabinsk   | 4 febbraio 1990  |
| 3. | 7"73  | Cornelia Oschkenat   | Vienna       | 25 febbraio 1989 |
| 4. | 7"74  | Jordanka Donkova     | Sofia        | 14 febbraio 1987 |
| 5. | 7"75  | Bettine Jahn         | Budapest     | 5 marzo 1983     |
| 6. | 7"76  | Gloria Siebert       | Sindelfingen | 5 febbraio 1988  |
| 7. | 7"77  | Zofia Bielczyk       | Sindelfingen | 1º marzo 1980    |
| 7. | 7"77  | Nadine Visser        | Toruń        | 7 marzo 2021     |
| 9. | 7"78  | Brigita Bukovec      | Stoccarda    | 7 febbraio 1999  |
| 9. | 7"78  | Cyréna Samba-Mayela  | Belgrado     | 19 marzo 2022    |
| 9. | 7"78  | Pia Skrzyszowska     | Łódź         | 4 febbraio 2023  |